# Порто-Чезарео
По́рто-Чеза́рео (итал. Porto Cesareo) — коммуна в Италии, располагается в регионе Апулия, в провинции Лечче.
Население составляет 5273 человека (2008 г.), плотность населения составляет 130 чел./км². Занимает площадь 34 км². Почтовый индекс — 73010. Телефонный код — 0833.
Покровительницей коммуны почитается Пресвятая Богородица (Её икона "Неустанная помощь", Beata Vergine Maria del perpetuo soccorso), празднование 23 августа.

## Демография
Динамика населения:

## Администрация коммуны
- Официальный сайт: http://www.comune.portocesareo.le.it/ Архивная копия от 17 мая 2008 на Wayback Machine